# Heavy Metal Holocaust
Le Heavy Metal Holocaust est un festival de hard rock organisé au plus fort de la New wave of British heavy metal et dont l'unique édition eut lieu le samedi premier août 1981 à Stoke-on-Trent au Royaume-Uni, dans l'enceinte du stade du Port Vale FC devant environ 25 000 personnes. L'affiche était composée par ordre d'apparition de :
- Vardis
- Riot
- Triumph
- Mahogany Rush
- Ozzy Osbourne, remplaçant au dernier moment son ancien groupe Black Sabbath
- Motörhead